# Claudia Amura

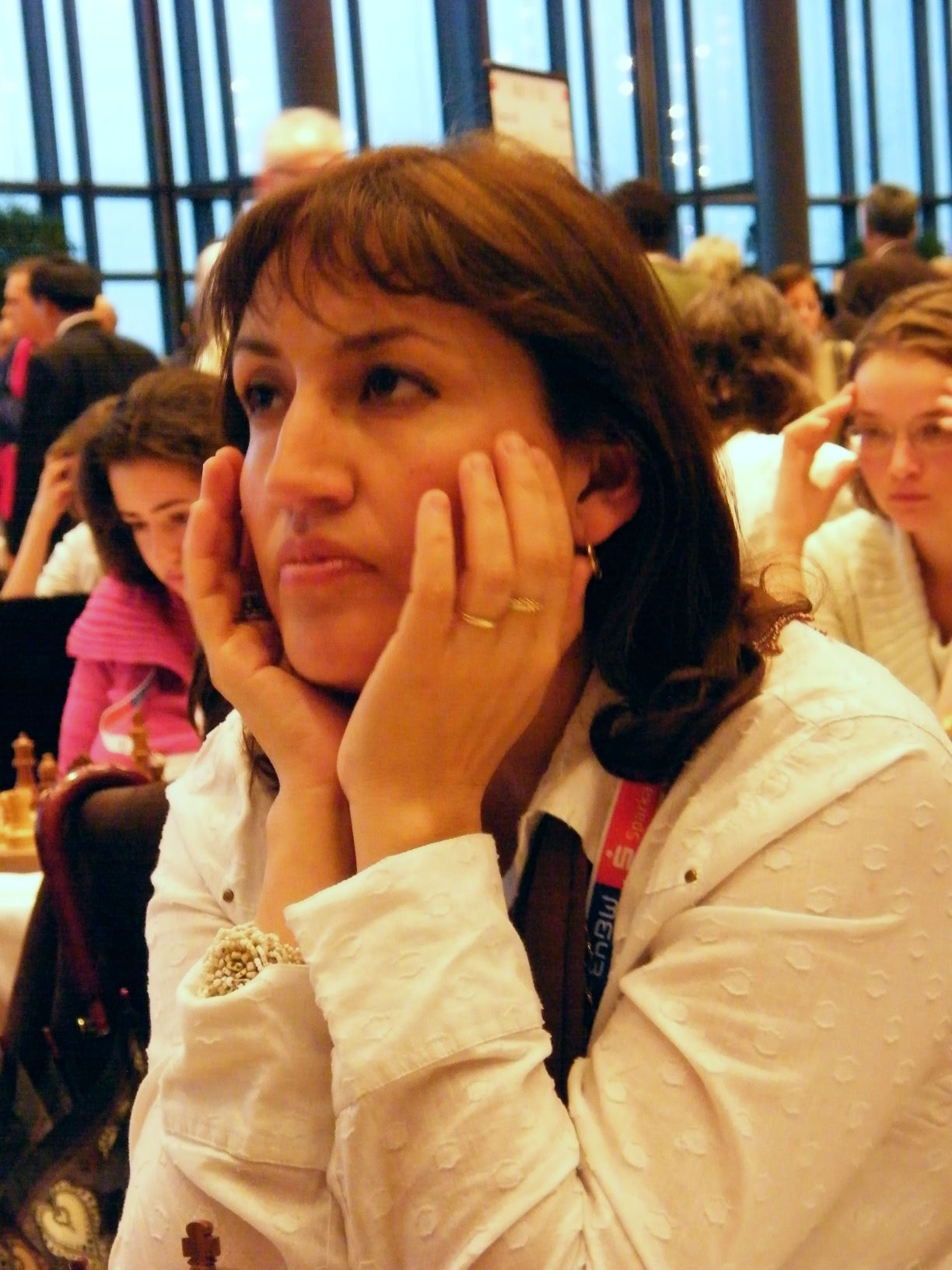
Claudia Amura in 2008

Claudia Amura (Buenos Aires, 26 september 1970) is een Argentijnse schaakster met FIDE-rating 2255 in 2017. Zij is sinds 1998 damesgrootmeester (WGM).

## Individuele resultaten
Op zevenjarige leeftijd leerde ze van haar vader schaken. In 1986 won ze het toernooi Voz da Unidade in São Paulo. Bij het Wereldkampioenschap schaken voor junioren in 1990 werd ze derde in de categorie vrouwen tot 20 jaar. Ze won in 1990 de Grand Prix Open in Buenos Aires, het vrouwentoernooi van de Capablanca-Memorial op Cuba en het zonetoernooi voor vrouwen in La Paz.
Zes keer won Claudia Amura het vrouwenkampioenschap van Zuid-Amerika (1990, 1992, 1994, 1996, 1998 en 1999), vijf keer werd ze vrouwenkampioen van Argentinië. In januari 1991 was ze met haar tot heden hoogste rating van 2405 nummer 12 op de FIDE-wereldranglijst van de vrouwen. In 1991 won ze het zonetoernooi voor vrouwen in São Paulo. In 1992 won ze het kampioenschap van Buenos Aires, werd tweede bij het kampioenschap van het Amerikaans Continent in Paraguay in de categorie tot 20 jaar en won het zonetoernooi van Brazilië. In 1995 won ze Hexagonaal-Vrouwentoernooi in Ribeirão Preto. Ze won in 1997 het dameskampioenschap van het Amerikaans Continent in Mérida, Venezuela. In 2001 won ze het Open toernooi van Ponferrada. In 2005 won zij het dameskampioenschap van het Amerikaans Continent 2005. In 2007 won ze het zonetoernooi in Potrero de los Funes, provincie San Lui, waarmee ze zich kwalificeerde voor het Wereldkampioenschap schaken voor vrouwen, waarin ze in ronde 1 werd uitgeschakeld door Ruan Lufei.
In 1990 werd ze internationaal meester bij de vrouwen (WIM), sinds 1998 is ze grootmeester bij de vrouwen (WGM). In januari 2014 was ze de tweede Argentijnse speelster op de Elo-ranglijst bij de vrouwen, na Carolina Luján; daarvoor was ze lange tijd de eerste.

## Resultaten in schaakteams
Claudia Amura nam deel aan negen Schaakolympiades voor vrouwen: tussen 1988 en 1998 aan het eerste bord, in 2008 aan het tweede bord. Bij Olympiades behaalde ze 57 pt. uit 97 partijen (+37, =40, −20). Bij de Schaakolympiade 1996 in Jerevan werd door Argentinië niet deelgenomen. Bij de Schaakolympiade 1990 in Novi Sad ontving ze een zilveren medaille voor haar individuele resultaat 8 pt. uit 10.

## Schaakverenigingen
Haar eerste schaakclub was Jaque Mate. Op 15-jarige leeftijd speelde ze bij Centenario Club Argentino, waar ze van 1985 tot 1990 de Argentijnse schaakgrootmeester Óscar Panno als trainer had. In Frankrijk speelde ze tot 2004 voor het vrouwenteam van Évry Grand Roque.

## Persoonlijk leven
Claudia Amura is directeur van een schaakschool in Merlo in de Argentijnse provincie San Luis. Ze doceert ook aan de Spaanse on-line schaakschool van Aleksej Sjirov, die door de Spaanse schaakbond wordt gebruikt voor jeugdtraining. Ze schreef columns voor de dagbladen La Nación (Buenos Aires), Página/12 (Buenos Aires) en El Liberal (Santiago del Estero). Ze was ook docente van cursussen t.b.v. sportjournalisten bij de school DEPORTEA.
Ze is sinds 1997 getrouwd met de Mexicaanse GM Gilberto Hernández. Het echtpaar heeft vier kinderen, drie jongens en een meisje.

## Externe koppelingen
- (en)   Informatie over schaakpartijen van Claudia Amura op ChessGames.com
- (en)   Informatie over schaakpartijen van Claudia Amura op 365chess.com
- (en)  FIDE-ratinggegevens voor Claudia Amura